# MBLAQ
MBLAQ (엠블랙) (viết tắt của Music Boys Live in Absolute Quality) là nhóm nhạc nam của J. Tune Camp (Công ty con J. Tune Entertainment hiện nay đã sáp nhập vào JYP Entertainment), Hàn Quốc. Được debut vào ngày 15/10/2009 tại Rain's Legend of Rainism Concert.
MBLAQ trước khi ra mắt đã được mệnh danh là "TVXQ thế hệ mới", nhưng sự nghiệp của nhóm đã không thành công như vậy. Tuy nhiên, MBLAQ vẫn sở hữu những bài hát ấn tượng và một lượng fan ổn định (tên FC nhóm là A+).
Năm 2014, nhóm đã cho ra mắt album mới là "Broken" và "Winter". Cũng trong năm này, 2 thành viên nổi bật của nhóm Lee Joon và Thunder rời nhóm để tập trung cho các hoạt động solo. Nhóm gặp khó khăn khi chỉ còn lại 3 thành viên.

## Thành viên

### Hiện tại

#### Seung Ho (승호)
- Tên đầy đủ: Yang Seung Ho (양승호).
- Ngày sinh: 16 tháng 10, 1987 (37 tuổi)[1]
- Vị trí: nhóm trưởng, hát
- Anh là bạn thân thời còn học cấp 3 với So Yeon (nhóm T-Ara).

#### G.O (지오)
- Tên đầy đủ: Jeong Beong Hee (정병희)[1]
- Ngày sinh: 6 tháng 11, 1987 (37 tuổi)[1]
- Vị trí: Hát chính

G.O. là cựu thành viên của ban nhạc Hàn Quốc, TYKEYS, một ban nhạc 3 thành viên thành lập năm 2007.

#### Lee Joon (이준) - Rời nhóm
- Tên đầy đủ: Lee Chang Seon (이창선)[2]
- Ngày sinh: 7 tháng 2, 1988 (37 tuổi)[2]
- Vị trí: hát, nhảy chính, gương mặt đại diện của nhóm.

Đã từng đóng vai Rain hồi nhỏ trong phim Ninja Assassin.

#### Cheon Doong / Thunder (천둥) - Rời nhóm
- Tên đầy đủ: Park Sang Hyun (박상현)[2]
- Ngày sinh: 7 tháng 10, 1990 (34 tuổi)[2]
- Vị trí: Rapper, nhảy, hát.

Là em trai của Sandara Park (2NE1)

#### Mir (미르)
- Tên đầy đủ: Bang Cheol Yong (방철용)[2]
- Ngày sinh: 10 tháng 3, 1991 (34 tuổi)[2]
- Vị trí: Maknae, Rapper chính

Anh là em trai của nữ diễn viên Go Eun Ah.

## Album
| Album           | Album Information                                                                                 | Track list | Copies sold |
| --------------- | ------------------------------------------------------------------------------------------------- | --- | ----------- |
| 1st Mini Album  | Just BLAQ - Released: 14 tháng 10 năm 2009 - Language: Korean - Genre: Dance Pop                  | - 01. Oh Yeah - 02. G.O.O.D Luv - 03. My Dream | -----       |
| 2nd Mini Album  | Y - Released: 17 tháng 5 năm 2010 - Language: Korean - Genre: Dance Pop/Ballad                    | - 01. 4 Ya' Stereo - Intro (feat. Taewan còn gọi là C-Luv) - 02. Y - 03. One Better Day - 04. What U Want - 05. Last Luv - 06. Y(Inst.) - 07. One Better Day (Inst.) | ----        |
| 1st Full Album  | BLAQ Style - Released: 10 tháng 1 năm 2011 - Language: Korean - Genre: Dance Pop/Ballad           | - 01. Sad Memories (Intro) - 02. Stay - 03. Cry - 04. 그대여 (Darling) - 05. 버린다 (Throw Away) - 06. 녹 (Rust) - 07. Tonight - 08. 이러지 않았으면 해 (Hope It Won't Be Like This) - 09. You're My - 10. Rolling U - 11. Oh Yeah (C-Luv & Blue Magic Remix) - 12. Y (JR GROOVE Remix) - 13. 또다른 시작 (A Different Beginning) | ----        |
| Repackage Album | BLAQ Style 3D Edtion - Released: 22 tháng 2 năm 2011 - Language: Korean - Genre: Dance Pop/Ballad | - 01. Sad Memories (Intro) - 02. 다시 - 03. 돌아올 수 없는 - 04. You - 05. Stay - 06. Cry - 07. 그대여 - 08. 버린다 - 09. 녹 - 10. Tonight - 11. 이러지 않았으면해 - 12. You're My + - 13. Rolling U - 14. Oh Yeah (C-Luv & Blue Magic Remix) - 15. Y (JR Groove Remix) - 16. 또다른 시작                                         | ----        |
| 3rd Mini Album  | Mona Lisa - Released: 12 tháng 7 năm 2011 - Language: Korean                                      | - 01. Ojos Frios (Bandoneon by 고상지) - 02. 모나리자 (Mona Lisa) - 03. 모르겠어요 - 04. 알면서 그래 - 05. ONE - 06. 말하지 말걸. | ----        |
| Single          | White Forever - Released: 9 tháng 12 năm 2011 - Language: Korean                                  | - 01. White Forever | ----        |
| 4th Mini Album  | 100%ver. - Released: 10 tháng 1 năm 2012 - Language: Korean                                       | - 01. Run - 02. 전쟁이야 - 03. 낙서 - 04. 아찔한 그녀 - 05. Hello My EX - 06. 타이틀곡 '전쟁이야 (This Is War) | ----        |
| 5th Mini Album  | BLAQ%ver. - Released: 21 tháng 3 năm 2012 - Language: Korean                                      | - 01. BLAQ% (Theme) - 02. 100% - 03. 사랑이 온다 - 04. Run - 05. 전쟁이야 - 06. 낙서 - 07. 아찔한 그녀 - 08. Hello My EX | ----        |